# Кандри-Кутуй
Кандри́-Куту́й (рос. Кандры-Кутуй, башк. Ҡандра-Ҡотой) — село у складі Туймазинського району Башкортостану, Росія. Входить до складу Кандринської сільської ради.
Населення — 651 особа (2010; 704 у 2002).
Національний склад:
- башкири — 67 %
- татари — 30 %

У селі народилась легкоатлетка, марафонка Бурангулова Раміля Мунаварівна (1961).